# Westelijke buidelhaas
De westelijke of rode buidelhaas (Lagorchestes hirsutus) is een wallaby uit het geslacht Lagorchestes. Deze soort leeft in centrale delen van Australië en twee eilanden voor de zuidwestkust. De wetenschappelijke naam van de soort werd voor het eerst geldig gepubliceerd door John Gould in 1844.

## Uiterlijk
De westelijke buidelhaas is de kleinste buidelhaas en heeft een lichaamslengte van ongeveer 40 cm en een staart van ongeveer dezelfde lengte. Het gewicht bedraagt 0,78 tot 2,0 kg. De vrouwelijke dieren zijn over het algemeen groter dan de mannelijke westelijke buidelhazen, iets wat ongebruikelijk is bij kangoeroes. Meestal zijn de mannelijke dieren groter. De vacht van de westelijke buidelhaas is roodgrijs van kleur.

## Leefwijze
De westelijke buidelhaas is een planteneter die in solitair leeft. Deze soort is overwegend actief tijdens de schemering en de nacht. Overdag slaapt de westelijke buidelhaas in de dichte ondergroei. Grassen, zaden en afgevallen vruchten zijn het voornaamste voedsel.

## Leefgebied
De westelijke buidelhaas kwam vroeger voor in het merendeel van de scrublands en halfwoestijnen van westelijk Australië. Tot in de jaren dertig van de twintigste eeuw kwam de soort nog voor in de Grote Zandwoestijn en de Gibsonwoestijn. Tussen 1935 en 1960 daalde het aantal westelijke buidelhazen zeer sterk, waarschijnlijk door verlies van leefgebied, concurrentie van het ingevoerde Europees konijn en predatie door verwilderde katten en de ingevoerde rode vos. In 1966 leefde de westelijke buidelhaas op het vasteland alleen nog in geïsoleerde delen van de halfwoestijnen van Zuid-Australië, West-Australië en het Noordelijk Territorium. Toen ook deze populaties uitstierven, was de westelijke buidelhaas vanaf 1996 op het vasteland van Australië uitgestorven. Alleen op Berniereiland en Dorre-eiland in Sharkbaai, West-Australië, kwam de soort nog voor.
Tegenwoordig leeft deze kangoeroe hier nog steeds, samen met de eveneens zeldzame gestreepte buidelhaas. Inmiddels is de westelijke buidelhaas opnieuw uitgezet in de Tanamiwoestijn in het Red Centre van het Noordelijk Territorium en hier leeft nu de grootste populatie van deze zeldzame buidelhaas. De eerste groep werd uitgezet in het Nationaal park Watarrka en in 2005 werden 25 westelijke buidelhazen uit dit nationaal park uitgezet in het Nationaal park Uluṟu–Kata Tjuṯa. In dit nationaal park werd een 170 hectare groot gebied omringd met een roofdier-bestendig hek. De terugkeer van de westelijke buidelhaas in Nationaal park Uluṟu–Kata Tjuṯa was niet alleen goed nieuws voor de natuurbeschermers, maar ook voor de Anangu-Aboriginals. Voor dit volk was de westelijke buidelhaas zo belangrijk dat ze het dier mala noemden, naar een oervolk dat volgens de legendes in het gebied leefden en veel rotsformaties die nu nog te zien zijn, zoals Uluṟu en Kata Tjuṯa, zouden hebben gemaakt. Ceremonies met betrekking tot de mala zijn al duizenden jaren oud.